# Lista do Patrimônio Mundial no Montenegro
A Organização das Nações Unidas para a Educação, a Ciência e a Cultura (UNESCO) propôs um plano de proteção aos bens culturais do mundo, através do Comité sobre a Proteção do Património Mundial Cultural e Natural, aprovado em 1972. Esta é uma lista do Patrimônio Mundial existente no Montenegro, especificamente classificada pela UNESCO e elaborada de acordo com dez principais critérios cujos pontos são julgados por especialistas na área. O Montenegro, que declarou sua independência em 2006 seguindo a dissolução da Iugoslávia em 1991, acedeu à convenção em 3 de junho de 2006, tornando seus locais históricos elegíveis para inclusão na lista.
O sítio Região Natural, Cultural e Histórica de Kotor foi o primeiro local do Montenegro incluído na lista do Patrimônio Mundial da UNESCO por ocasião da 3ª Sessão do Comitè do Património Mundial, realizada em Luxor (Egito) em 1979. Desde a mais recente adesão à lista, o Montenegro totaliza 4 sítios classificados como Patrimônio da Humanidade, sendo 1 de classificação natural e os 3 demais de classificação cultural. 
O sítio Parque Nacional Durmitor foi inscrito em 1980 e estendido em 2005, sendo o último sítio do Montenegro inscrito quando o país ainda integrava a Iugoslávia. Paralelamente, Montenegro possui dois sítios compartilhados com outros países (na categoria de bens transnacionais): o sítio Cemitério de tumbas medievais Stécci (inscrito em 2016 e compartilhado com Bósnia e Herzegovina, Croácia e Sérvia) e Obras venezianas de defesa dos séculos XV a XVII: Stato da Terra – Stato da Mar ocidental (compartilhado com Croácia e Itália). 

## Bens culturais e naturais
O Montenegro conta atualmente com os seguintes lugares declarados como Patrimônio da Humanidade pela UNESCO:
| | Região Natural, Cultural e Histórica de Kotor |
| Bem cultural inscrito em 1979. |                                               |
| Localização: Kotor |                                               |
| Situada em um porto natural do Mar Adriático, esta cidade montenegrina foi na Idade Média um importante centro comercial e artístico com famosas escolas de alvenaria e pintura de ícones. Muitos de seus monumentos - compreendendo as muralhas e quatro igrejas românicas - foram gravemente danificados por um terremoto em 1979. Sua restauração posterior se deve em grande parte a ajuda proporcionada pela UNESCO. (UNESCO/BPI) |                                               |

| | Parque Nacional Durmitor |
| Bem natural inscrito em 1980, estendido em 2005. |                          |
| Localização: Plužine |                          |
| Configurado pela ação dos glaciares e formado por rios e águas subterrâneas, o Parque Nacional de Durmitor é de uma beleza assombrosa. Ao longo do curso do rio Tara, que possui as gargantas mais profundas da Europa, se estendem grandes bosques de coníferas com uma importante flora endêmica e lagos de águas límpidas. (UNESCO/BPI) |                          |

| | Cemitério de tumbas medievais Stécci |
| Bem cultural inscrito em 2016. |                                      |
| Este bem é compartilhado com: Croácia e Sérvia. |                                      |
| Localização: Plužine / Žabljak |                                      |
| Este sítio serial está integrado por tumbas medievais (stécci) de trinta locais diversos situados na Bósnia e Herzegovina, no centro-sul da Croácia e na parte ocidental do Montenegro e ao oeste da Sérvia. Estes monumentos fúnebres, característicos destes regiões, datam dos séculos XII a XVI e estão dispostos em fileiras em cemitérios, tal como era costume fazer na Europa desde a Idade Média. Em sua maioria, estão esculpidos em pedra calcária com grande variedade de temas ornamentais e inscrições que mostram não somente a continuidade dos elementos europeus medievais deste tipo, como também a persistência de tradições locais específicas mais antigas. (UNESCO/BPI) |                                      |

| | Obras venezianas de defesa dos séculos XV a XVII: Stato da Terra – Stato da Mar ocidental |
| Bem cultural inscrito em 2017. |                                                                                           |
| Este bem é compartilhado com: Croácia e Itália. |                                                                                           |
| Localização: Kotor |                                                                                           |
| Este sítio abriga 15 fortificações castrenses situadas na Croácia, Itália e no Montenegro que se estendem ao longo de mais de mil quilômetros, desde a Lombardia italiana até a costa oriental do Mar Adriático. As fortificações terrestres do "Stato da Terra" defendiam o franco noroeste da Sereníssima República de Veneza, enquanto as navais do "Stato da Mar" protegiam seus portos e as rotas marítimas que iam do Adriático até Bizâncio e o Oriente Próximo para apoiar o poderia e expansão da Sereníssima. Com o inovador uso da artilharia na arte da guerra, a concepção da arquitetura e as técnicas castrenses se modificaram profundamente, dando espaço à construção de fortificações "alla moderna" (isto é, com baluartes) que mais tarde se estenderiam por toda a Europa. (UNESCO/BPI) |                                                                                           |

## Lista Indicativa
Em adição aos sítios inscritos na Lista do Patrimônio Mundial, os Estados-membros podem manter uma lista de sítios que pretendam nomear para a Lista de Patrimônio Mundial, sendo somente aceitas as candidaturas de locais que já constarem desta lista. Desde 2019, o Montenegro possui 6 locais na sua Lista Indicativa.
| Sítio                                                                   | Imagem | Localização | Ano  | Dados UNESCO          | Descrição |
| ----------------------------------------------------------------------- | --- | ----------- | ---- | --------------------- | --- |
| Centro Histórico de Cetinje                                             | | Cetinje     | 2010 | Cultural: ii, iii, vi | |
| Cidade Antiga de Bar                                                    | | Bar         | 2010 | Cultural: ii iii, v   | |
| Diocleia                                                                | | Podgoritza  | 2010 | Cultural: ii iii, vi  | |
| Parque Nacional de Biogradska Gora                                      | | Kolašin     | 2010 | Natural: vii, viii, x | |
| Cidade Antiga de Ulcinj                                                 | | Ulcinj      | 2018 | Cultural: ii, iv, v   | |
| Florestas primárias de faias dos Cárpatos e de outras regiões da Europa | | Kolašin     | 2019 | Natural: ix           | \| “ \| A expansão do Patrimônio Mundial transnacional de Florestas primárias de faias dos Cárpatos e de outras regiões da Europa para dez países europeus adiciona excepcional valor universal e integridade ao local, que agora compreende 94 partes componentes em 18 países. O local expandido representa um excelente exemplo de florestas temperadas relativamente imperturbáveis e complexas e exibe um amplo espectro de padrões e processos ecológicos abrangentes de estandes puros e mistos de faia europeia sob uma variedade de condições ambientais. \| ” \| |
| “                                                                       | A expansão do Patrimônio Mundial transnacional de Florestas primárias de faias dos Cárpatos e de outras regiões da Europa para dez países europeus adiciona excepcional valor universal e integridade ao local, que agora compreende 94 partes componentes em 18 países. O local expandido representa um excelente exemplo de florestas temperadas relativamente imperturbáveis e complexas e exibe um amplo espectro de padrões e processos ecológicos abrangentes de estandes puros e mistos de faia europeia sob uma variedade de condições ambientais. | ”           |      |                       | |